# 圣经与暴力
旧约圣经和新约圣经有许多对暴力行为的叙述，诗歌和说明，描述、鼓励、命令、谴责、奖励、惩罚、约束和管制，涉及上帝、个人、团体、政府和民族国家。这些暴力行为包括战争、人类牺牲、动物牺牲、谋杀、强奸、种族灭绝和刑事处罚。这些在亚伯拉罕宗教和西方文化中都有历史性的解释，其中包括对行为的辩护和反对。圣经记载中的许多古代以色列民族伦理观念和道德伦理，特别是其中关于大量血腥暴力教义和范例等，与现代社会道德伦理观念已经不相容。圣经与暴力的研究试图提供有关的可靠信息。 

## 旧约与暴力
同态复仇（拉丁語：lex talionis）理念在《希伯来圣经》即基督教所谓《旧约》中频繁出现，这种复仇法是指被伤害者应以同样的伤害对待施加伤害者， 和现代社会已经不相容。
耶稣会会士Ian Guthridge博士援引了旧约中的大量的种族灭绝事例表示:319-320：
圣经中也包含只能称之为“圣经屠杀”的恐怖描述。为了保证被拣选者远离异教和原著民习俗的影响，当上帝命令被拣选者征服应许之地的时候置目标城市于其屠城令下：每个男人、女人和儿童当被屠于剑下。

仅仅再提几个其他旧约中暴力例子如下：
- 上帝用洪水毁灭除了诺亚一家外的整个人类和所有动物（创世纪6-9），
- 耶和华将硫磺与火降下毁灭所多玛和蛾摩拉城里所有的居民（创世纪19）,
- 个人的错误以屠城来报复（创世纪34）,
- 耶和华要求立典章：以命償命以眼還眼以牙還牙（出埃及記21）,

如此等等。 
在《申命记》，特別是第十三章中，对于此类行为的灭绝程度有如下描述：以色列人被命令“不要留下任何活口……彻底毁灭他们”，这使得大量学者认为这种无差别灭杀行为属于种族灭绝。Niels Peter Lemche，认为欧洲19世纪的殖民主义意识形态是基于旧约中对征服和灭族的叙述。Arthur Grenke认为申命记中表述的战争观助长了对美洲土著和欧洲犹太人的灭绝。

## 新约与暴力
《馬太福音》中，耶穌教导：你們聽過有這樣的教訓說：「以眼還眼，以牙還牙。」但是我告訴你們，不可向欺負你們的人報復。有人打你的右臉，連左臉也讓他打吧！⋯⋯要愛你們的仇敵，為迫害你們的禱告（《馬太福音》5:38-39,44）。这被广泛认为是反律法論观点，是对旧约教义的批评。对此希波的奥古斯丁在其著作《反福斯图斯》（Contra Faustum Book XIX）中有所讨论，认为这是希伯来律法的终结。
但从下面例子可以看出，新约中的暴力使用程度， 也是使人非常震惊的。
其中一些例子如下：
- 凡說話干犯人子的，還可得赦免，惟獨說話干犯聖靈的，今世來世總不得赦免（馬太福音12:32）,
- 世界的末了也要這樣，天使從義人中出來，把惡人分別出來、丟在火炉裡，在那裡必要哀哭切齒了（馬太福音13:49-50）,
- 不要我作他們的王的那些敵人，把他們帶來，在我面前殺掉吧！（路加福音19:27）,
- 信子的人有永生；不信子的人得不著永生，神的震怒常在他身上（約翰福音3:36）,

等等。
英國哲學家伯特兰·罗素認为聖經描述的基督在道德品性中存在着非常严重的缺点，他還認为“只要宗教信仰越狂热，对教条越迷信，残忍的行为就越猖狂”，並且慎重地说：“基督教作为有组织的教会，过去是，现在也依然是世界道德进步的主要敌人。”

## 神学反思和回应
见： 神学反思和回应

## 社会学反思与回应
见： 社会学反思与回应